# Кан (Баткенская область)
Кан (кирг. Кан) — село в Баткенском районе Баткенской области Кыргызстана. Входит в состав Дарыинского айылного аймака.

## География
Село расположено в центральной части области, на левом берегу реки Сох, на расстоянии приблизительно 34 километров (по прямой) к юго-востоку от города Баткена, административного центра области и района. Абсолютная высота — 1500 метров над уровнем моря.

## Население
Согласно оценочным данным Национального статистического комитета Кыргызской Республики, численность населения села на начало 2023 года составляла 664 человека.
| год     | 2009 | 2014 | 2015 | 2020 | 2021 | 2023 |
| ------- | ---- | ---- | ---- | ---- | ---- | ---- |
| человек | 626  | 593  | 558  | 661  | 661  | 664  |